# آرتور بتز (بازیکن فوتبال، زاده ۱۹۱۷)
آرتور بتز (انگلیسی: Arthur Betts; ۱۷ مهٔ ۱۹۱۷ – ۱۵ ژوئن ۱۹۷۸) بازیکن فوتبال اهل بریتانیا بود.
از باشگاه‌هایی که در آن بازی کرده‌است می‌توان به باشگاه فوتبال ناتینگهام فارست اشاره کرد.